# Sandfjorden (Hasvik)
 For alternative betydninger, se Sandfjorden. (Se også artikler, som begynder med Sandfjorden)
Sandfjorden er en fjord på nordsiden af Sørøya i Hasvik kommune i Troms og Finnmark fylke i Norge. Den er fem kilometer lang, og har  indløb mellem Trombolken i vest og Ofjordnæringen i øst. Den går mod sydøst til bunden, hvor den deler sig i fjordarmene Sørsandfjorden og Nordsandfjorden. Fjorden er ni kilometer bred ved mundingen.  Sandfjorden er op til  36 meter dyb. Der er ingen bosætning ved fjorden. Der ligger tre naturreservater ved fjorden, et ved Fuglen nær det vestlige indløb, og et i hver af de to fjordarme i bunden af fjorden.